# Jobst Matthias von Twickel
Jobst Matthias Freiherr von Twickel (* 5. Januar 1681; † 30. Oktober 1729 in Münster) war Dompropst im Domkapitel Münster.

## Leben

### Herkunft und Familie
Als Sohn des Christoph Bernhard von Twickel (* 1650, † 1719, Drost zu Rheine und Bevergern) und der Anna Franziska Sybille Droste zu Senden (1649–1730) wuchs Jobst Matthias zusammen mit seinen Brüdern Ernst Friedrich, Johann Wilhelm und Johann Rudolf in der uralten westfälischen Adelsfamilie von Twickel auf.

### Werdegang und Wirken
Nach Studien an den Universitäten in Siena, Rom und Angers erhielt Jobst Matthias eine Dompräbende in Speyer. 1697 wurde ihm vom Turnar die Präbende für den verstorbenen Johann Heidenreich von Ascheberg verliehen. Mit Hilfe der Raesfelder Fundation konnten eine Studienreise nach Rom und ein Studium in Siena finanziert werden.
Die Aufschwörung auf die Geschlechter Twickel, Droste zu Senden, von der Reck zu Steinfurt und Raitz von Frentz fand am 21. Mai 1697 statt.
Am 27. Februar 1706 empfing er seine Niederen Weihen, wurde am 9. Mai Subdiakon und am 26. März 1712 zum Priester geweiht.
Seine Wahl zum Dompropst fiel auf den 20. August 1726. Freiherr von Merveldt protestierte in Rom dagegen, wobei der Fürstbischof Clemens August sich bei der Kurie für Jobst Matthias eingesetzt hatte.
Von 1722 bis zum Verzicht im Jahre 1728 besaß er eine Präbende am Dom in Hildesheim. Jobst Matthias war geheimer Rat für den Bereich Kurköln-Hildesheim-Münster-Paderborn.